# Łazy (Slesia)
Łazy è un comune urbano-rurale polacco del distretto di Zawiercie, nel voivodato della Slesia.
Ricopre una superficie di 132,56 km² e nel 2004 contava 16 077 abitanti.